# タイトオイル
タイトオイル（英語: Tight oil）とは、頁岩（シェール）などの地層から採取される非在来型の原油。ライトタイトオイル（英語: light tight oil）とも言われている。後述の通り、報道ではシェールオイルとも呼ばれる。

## 概要
孔隙率、浸透率が共に低い（タイトな）頁岩層や砂岩層から生産される中・軽質油で、2009年ごろから米国でガス価格が下がり比べて原油価格が高値であったことから投資が活発化し、水平坑井掘削や水圧破砕といったシェールガスの開発技術を応用することで増産が進んだ。
国際エネルギー機関(IEA)の2012年11月の報告では、こうした非在来型原油の増産によって米国は2020年までにサウジアラビアを抜いて世界一の産油国になるとの見通しも示された。
なお一般に、報道ではシェールオイル（英語: Shale oil)、頁岩油、セール油、シェール油と呼ばれる。一方で国際エネルギー機関(IEA)の世界エネルギーに関する報告書 "World Energy Outlook （WEO）2012" には「この分野における学術用語はまだ統一されていない。（中略）オイルシェール (oil shale) との混同を避けるためシェールオイル (shale oil) という語よりもライトタイトオイル (light tight oil) という語が望ましい。」との指摘がある。
日本以外では、流動性の悪い地層に存在する原油成分を「タイトオイル」と呼び、その中でも頁岩層に存在する原油成分のみを指して「シェールオイル」と呼んでいるが、日本のメディアなどでは流動性の悪い地層に存在する原油成分もひとまとめにして「シェールオイル」と呼ばれている。
2011年のアメリカ合衆国エネルギー省の統計によると、技術的に回収可能なタイトオイル資源量は、既存データのあるエリアのうちの4カ所（Barnett-Woodford、Fayetteville、Bakken、Monterey）で計240億バレルと推定されている。
2012年10月、石油資源開発が日本で初めて、秋田県の女川シェール層からシェールオイル（タイトオイル）を採取したことが発表された。

## 採掘方法

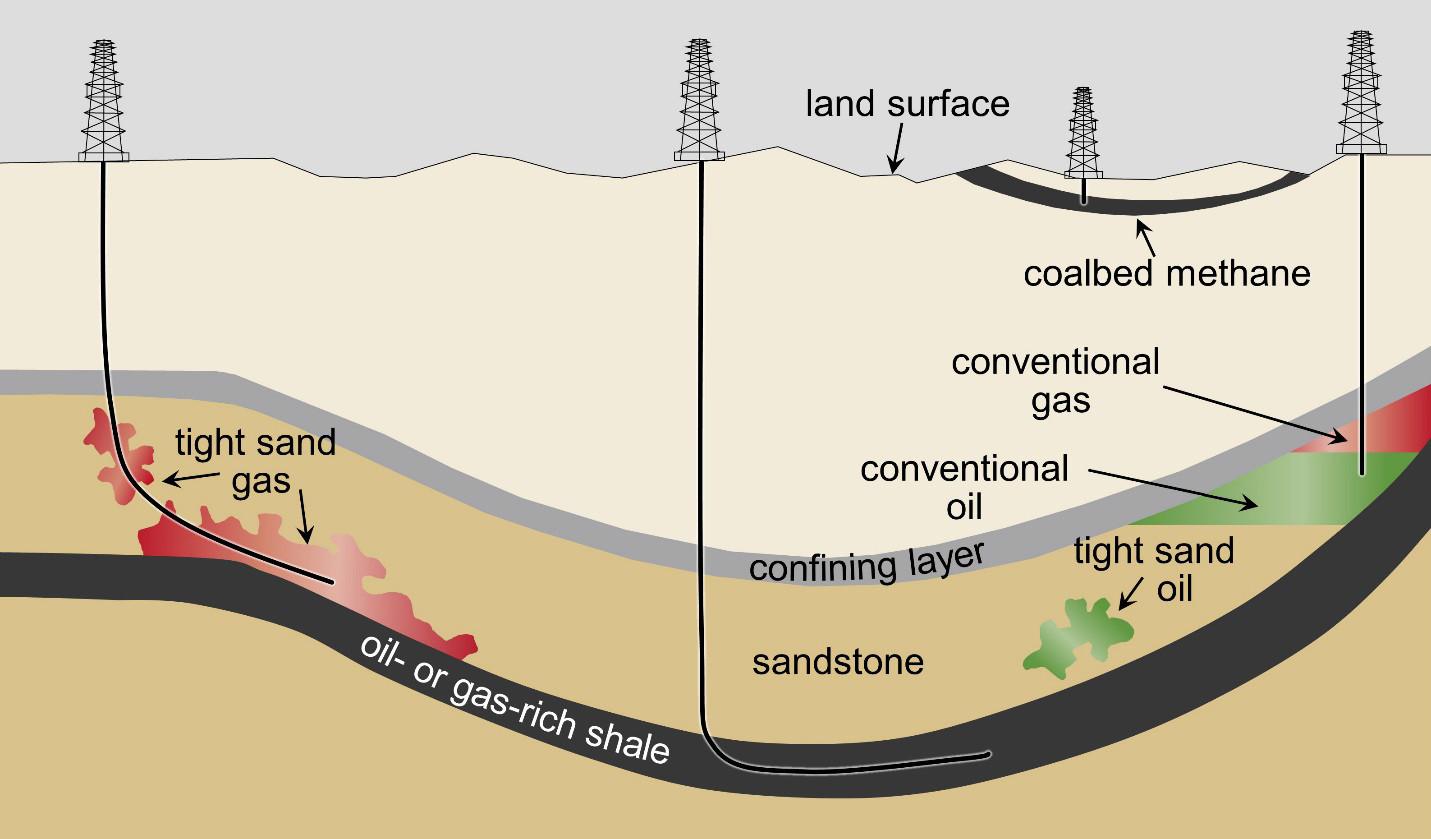
タイトオイルの採掘方法

採掘方法は初めてアメリカとカナダで確立され、同じ地層に埋まっているシェールガスと共に得られる。
技術革新により増産が進んでおり、アメリカではシェールオイルを含む原油の増産が2008年の日量約500万バレルから2014年は800万バレルを超え、2014年5月、国際エネルギー機関（IEA）は「拡大する米国のシェールオイル生産によって今後5年の世界の石油需要増加分をほとんど賄うことができる」との予想を発表した。
シェールオイルのフルサイクルコストは2014年の段階ではシティグループが、1バレル＝70〜90ドル前後と試算している。しかし、このコストには、土地の買収など巨額の先行投資も含まれており、シティグループは、土地やインフラがすでに整備されているシェールオイルでは掘削の維持コストは40ドルまで下がりうるとみている。価格競争力を獲得したことでシェールオイルはOPECの優位性を脅かす存在となってきている。これに対しOPECも戦略の転換を余儀なくされ、2014年11月27日にウィーンの本部で行われた総会では大幅な価格下落にもかかわらず、減産を見送り、生産量維持を決定した。OPECの生産量維持にはシェールオイル封じの思惑があるとされ、事実2015年1月4日には米国のシェールオイル関連企業である「WBHエナジー」が原油安が始まって以来初めて破綻した。
2015年2月10日、国際エネルギー機関（IEA）のマリア・ファン・デル・フーフェン事務局長がロンドンでの講演で、「米国産シェールオイルの増産により、OPECの市場シェアが金融危機前の高水準を回復することは困難」との見解を示した。
2015年12月18日、アメリカはシェールオイル増産により、国内に増産で積み上がった在庫を解消するため、1975年以来40年ぶりに原油輸出を解禁した。2012年に米国だけで4,000本のタイトオイル油井から新たに生産したのに対し、米国・カナダ以外で新たに生産した油井は在来型・非在来型を問わず世界中で4,000本以下に過ぎず、米国での過熱がうかがわれた。

## 日本における動向
- 2012年10月、石油資源開発が鮎川油ガス田の既存の井戸の頁岩層からシェールオイルの採取に国内で初めて成功[21]。
- 2014年4月7日、秋田県由利本荘市の鮎川油田で石油資源開発が「シェールオイル」の商業生産を4月1日に開始したと発表[22]。
- 2014年11月～12月に秋田県男鹿市でシェールオイルの生産技術の一つである「多段フラクチャリング（水圧破砕）」を商業化に向けて試験実施を行った[21]。鮎川では、岩盤を酸で溶かす「酸処理」で原油を採り出したが、男鹿では欧米で主流の「多段フラクチャリング」を採用した[21]。

## 埋蔵量
2013年のアメリカ合衆国エネルギー省の発表では、世界における埋蔵量は以下のように推定されている。在来型原油の開発が優先されているため、よく知られていない国家が相当ある。
- 1位　ロシア　750億バレル
- 2位　アメリカ合衆国　480～580億バレル
- 3位　中華人民共和国　320億バレル
- 4位　アルゼンチン　270億バレル
- 5位　リビア　260億バレル
- 6位　ベネズエラ　130億バレル
- 7位　メキシコ　130億バレル
- 8位　パキスタン、カナダ　各90億バレル
- 10位　インドネシア　80億バレル